# Jessica (araña)
Jessica es un género de arañas araneomorfas de la familia Anyphaenidae. Se encuentra en Sudamérica.

## Especies
Según The World Spider Catalog 12.0:
- Jessica campesina (Bauab, 1979)
- Jessica eden Brescovit, 1999
- Jessica erythrostoma (Mello-Leitão, 1939)
- Jessica fidelis (Mello-Leitão, 1922)
- Jessica glabra (Keyserling, 1891)
- Jessica itatiaia Brescovit, 1999
- Jessica osoriana (Mello-Leitão, 1922)
- Jessica pachecoi Brescovit, 1999
- Jessica puava Brescovit, 1999
- Jessica rafaeli Brescovit, 1999
- Jessica renneri Brescovit, 1999
- Jessica sergipana Brescovit, 1999